# Drobin
Drobin – miasto w Polsce w województwie mazowieckim, w powiecie płockim, siedziba gminy miejsko-wiejskiej Drobin.

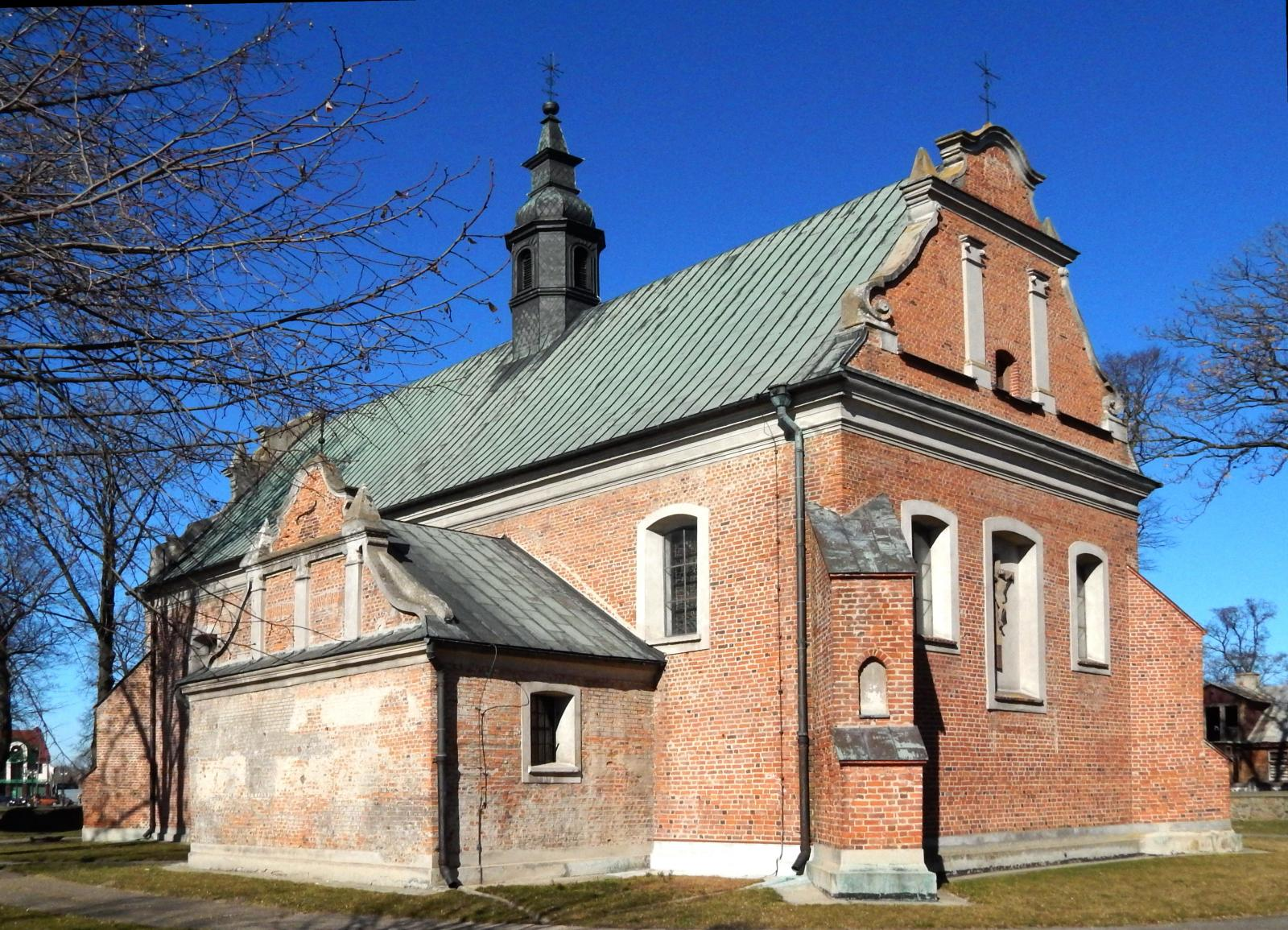
Kościół pw. Matki Bożej Różańcowej

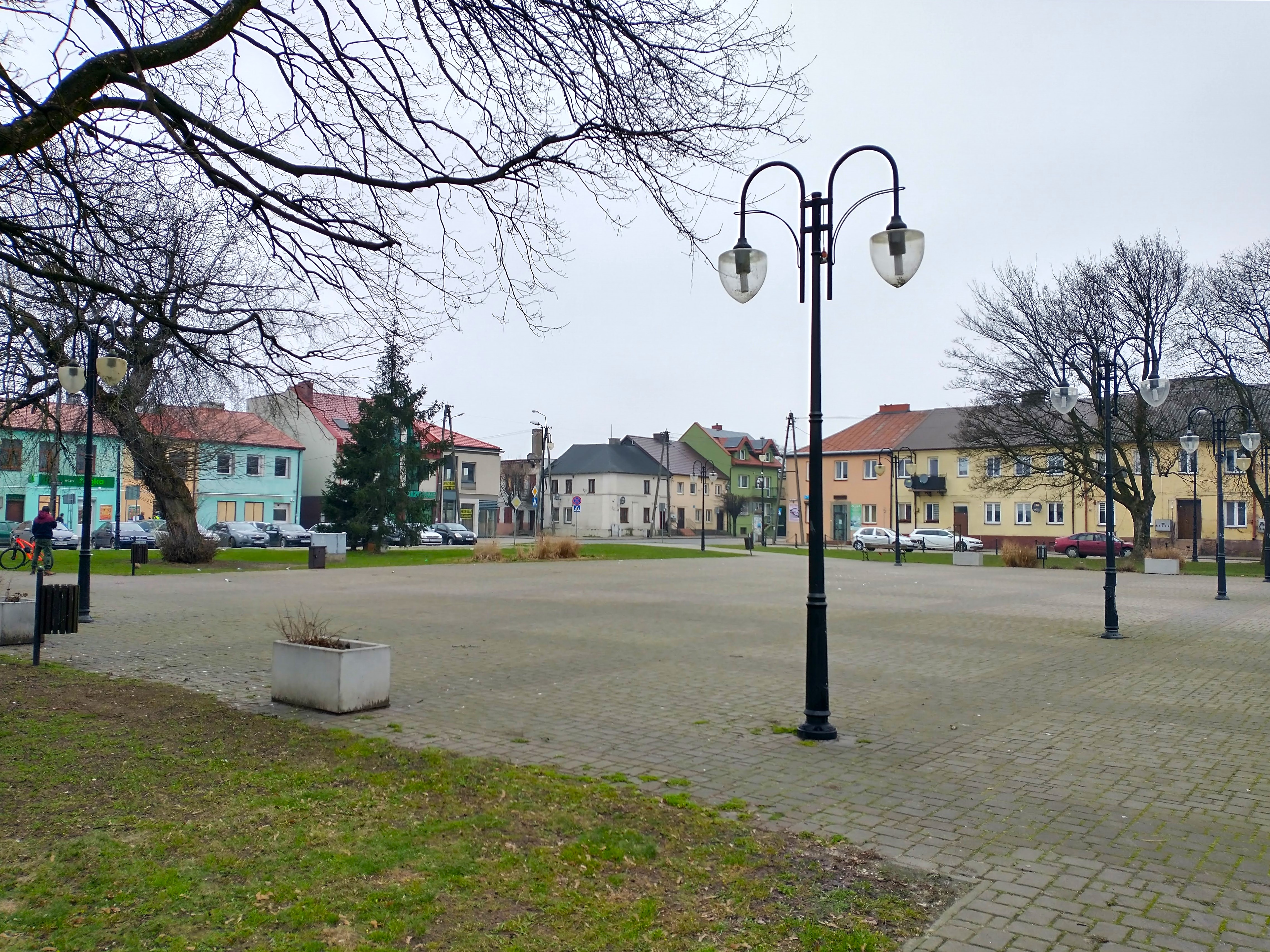
Rynek w Drobinie

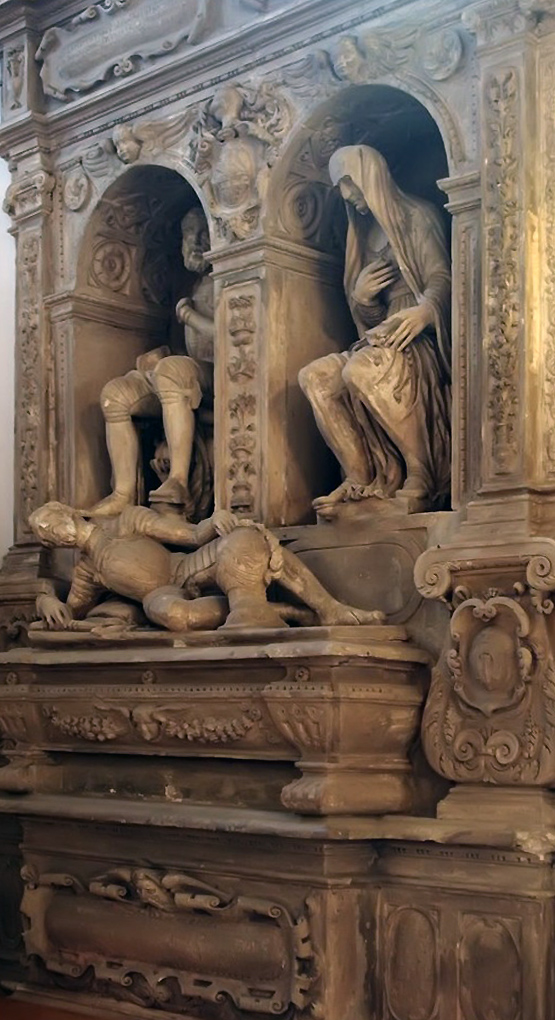
Renesansowe nagrobki rodu Kryskich Kościół Matki Bożej Różańcowej i św. Stanisława Biskupa

Drobin uzyskał lokację miejską w 1511 roku, zdegradowany w 1869 roku, ponowne nadanie praw miejskich w 1994 roku. Prywatne miasto szlacheckie Drobnin położone było w drugiej połowie XVI wieku w powiecie bielskim  województwa płockiego. Miasto prywatne Królestwa Kongresowego  położone było w 1827 roku w powiecie płockim, obwodzie płockim województwa płockiego. W latach 1954–1972 jako wieś Drobin należał i był siedzibą władz gromady Drobin. W latach 1975–1998 miasto administracyjnie należało do województwa płockiego.
Obok miejscowości przepływa rzeczka Karsówka, dopływ Raciążnicy.
Miasto jest ważnym węzłem drogowym. Rozchodzą się tu drogi do Warszawy, Torunia, Płocka, Ciechanowa i Baboszewa.
Według danych GUS z 31 grudnia 2019 r. miasto miało 2861 mieszkańców.
Przez Drobin przebiegają drogi krajowe nr 10 oraz nr 60.
Z Drobina pochodzi Jankiel Gutsztadt, polski kupiec, księgarz pochodzenia żydowskiego (zm. 1890).

## Historia
- XII w. pierwsze wzmianki,
- 1333 - wzmianka o kanoniku płockim Hermanie, który był plebanem w Drobinie,
- XV w. – budowa murowanego gotyckiego dworu rycerskiego[6],
- 1410 – miejsce postoju wojsk Władysława Jagiełły w drodze pod Grunwald,
- przed 1468 - budowa gotyckiego kościoła z fundacji Ninogniewa I Kryskiego, wojewody płockiego,
- po 1477 - ukończenie budowy kościoła,
- 1511 – osada otrzymuje prawa miejskie,
- XVI w. – budowa nowego murowanego dworu w miejscu starego,
- W tym czasie z Drobinem związany jest ród Kostków, herbu Dąbrowa. Dokładnie dr Andrzej Kostka[7], s. Jana i Elżbiety z Kraszewa, lekarz króla Zygmunta Starego, kanonik płocki, po śmierci Jakuba Kryskiego – proboszcza parafii Drobin, objął tę parafię w 1515 roku decyzją Piotra Kryskiego. Z pewnością miał wpływ by jego bratanek Jan, s. Nawoja, pojął za żonę Małgorzatę Kryską, która została matką św. Stanisława Kostki. W 1520 roku dr Andrzej Kostka został prepozytem kolegiaty w Wojniczu,
- XVII–XVIII w. – spadek znaczenia miasta,
- 1793 – w zaborze pruskim,
- 1807 – w Księstwie Warszawskim,
- 1815 – w zaborze rosyjskim (Królestwie Kongresowym),
- 1863 – ośrodek ruchu powstańczego[8],
- 12.08.1863 r. – potyczka powstania styczniowego[9],
- 1869 – utrata praw miejskich,
- XIX/XX w. – rozwój gospodarczy, wzrost liczby mieszkańców,
- 1939-1945 – wcielony do III Rzeszy, obóz pracy przymusowej, eksterminacja ludności żydowskiej,
- 1994 – ponowne przyznanie praw miejskich.

## Demografia
- Piramida wieku mieszkańców Drobina w 2014 roku[10].

## Polityka
Burmistrzowie Drobina:
- Dariusz Ciarkowski (1992–1995)
- Stanisław Wojtiuk (1998–2002)
- Sławomir Wiśniewski (2002–2014)
- Andrzej Samoraj (2014–2020)
- Grzegorz Szykulski (2020)
- Krzysztof Wielec (2021-2024)
- Grzegorz Szykulski (2024-

## Architektura

### Zabytki
- prostokątny rynek, przy którym mieści się kilka XIX-wiecznych domów,
- gotycki kościół Matki Bożej Różańcowej i św. Stanisława Biskupa z II połowy XV w. – siedziba rzymskokatolickiej parafii św. Stanisława Biskupa. W prezbiterium kościoła znajdują się:
  - Nagrobki renesansowe rodu Kryskich (warsztat pińczowski Santi Gucci Fiorentino) 1572-1576, nawiązujące do grobowców Medyceuszy w kościele San Lorenzo we Florencji.
- zajazd z XVII w.,
- dwór rodziny Kunklów z XIX w., na podziemiach dawnego dworu Kryskich z XVI w. i wcześniejszego dworu z XV wieku[11],
- drewniany wiatrak,
- na cmentarzu mogiła żołnierzy polskich poległych we wrześniu 1939 roku,
- stary cmentarz żydowski z XVIII wieku i nowy cmentarz żydowski.